# Para (měna)

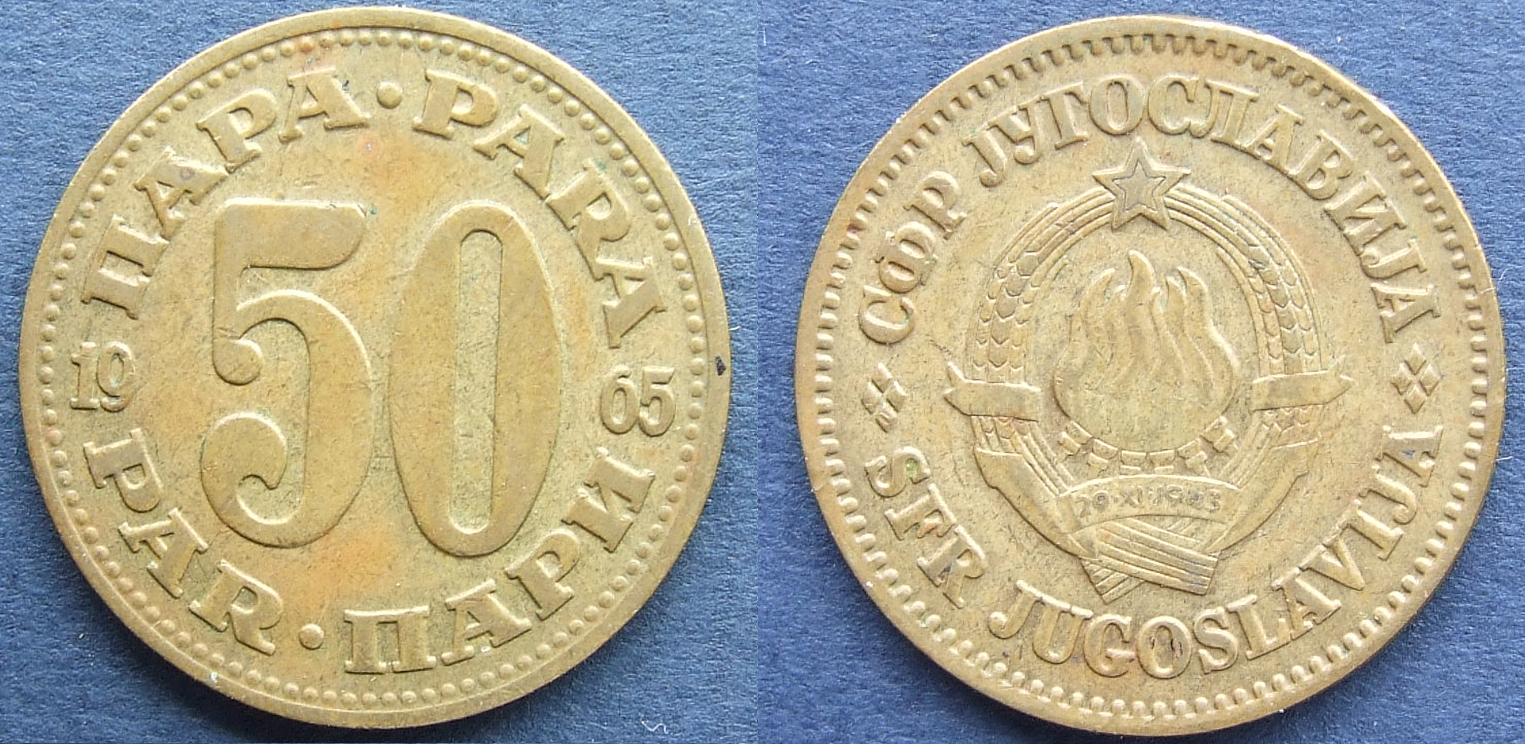
50 jugoslávských para z roku 1965

Para (παρα, пара, z tureckého para, z perského pārah – "kousek") byla dříve součást měnového systému Osmanské říše, Turecka, Černé Hory, Albánie a Jugoslávie. V současné době je para dílčí jednotkou srbského dináru.
Jako platidlo Osmanské říše a Turecka měla hodnotu 1/40 kuruş či ještě dříve 3 akçe, které měly naopak hodnotu jedné setiny turecké liry. Dílčí jednotka současné turecké liry je již pouze kuruş. V Srbsku se para používá od 19. století. Černohorský perper byl rozdělen na 100 para během své krátké existence mezi roky 1906 až 1918. V Albánii se para užívalo jako platidla až do zavedení leku v roce 1926.
V albánštině, řečtině, bulharštině, makedonštině, rumunštině, srbštině a turečtině se slovo para a jeho množná čísla παράδες, pari, pare, parale, paraja a paralar používá jako obecný výraz pro peníze.